# محافظة أوريونتال

محافظة أوريونتال

محافظة أوريونتال أو مقاطعة أوريونتال أو مقاطعة الشرقية (الفرنسية:Province orientale) عرفت سابقاً بـ (زائير العليا وقبلها بـ الكونغو العليا) هي تعتبر واحدة من مقاطعات جمهورية الكونغو الديمقراطية السابقة (2015-1966)، تقع المقاطعة في شمال شرق البلاد، كان لها حدود مع مقاطعات إكواتور في الغرب، وكاساي الشرقية من الجنوب الغربي، ومانيما من الجنوب وكيفو الشمالية في الجنوب الشرقي، أيضا لها حدود مع جمهورية أفريقيا الوسطى وجنوب السودان في الشمال، وأوغندا من الشرق. عاصمة المحافظة هي كيسنغاني.
كانت أكبر المقاطعات الجمهورية سابقاً ومع مساحة تجاوزت 500كم2، ومع سكان بلغ 8 ملايين، انقسمت المقاطعة في 2015 إلى أربعة مقاطعات التي شكلت جزءاً من ستة والعشرين من مقاطعات الجمهورية الحديثة: مقاطعة أويلي السفلى وأويلي العليا ومقاطعة تشوبو وبالإضافة إلى إيتوري.

## التاريخ
في عام 1998 كانت القرى الشرقية دوربا وواتسا وسط تفشي مرض فيروس ماربورغ بين عمال منجم للذهب. وكانت منطقة إيتوري من المحافظة الشرقية مسرحا للصراع في إيتوري.
تشكلت مقاطعة في عام 1966 من اندماج أقاليم أويلي، كيبالي-إيتوري والكونغو العليا، وفي عام 2015 وانحلت المقاطعة إلى أربعة مقاطعات أويلي السفلى وأويلي العليا وإيتوري وتشوبو .
في عام 1998 تفشى في القرى كـ دوربا وواتسا فيها فيروس ماربورغ بين عمال مناجم الذهب، منطقة إيتوري كانت مسرحاً لـ الصراع إيتوري .
اعتبارا من عام 2014 ما زالت ميليشيات مستمرة في القتال في المقاطعة ويقال أنها ارتكبت العديد من الفظائع ضد السكان المحليين، مثل إجبار النساء على العبودية الجنسية، وإجبار الرجال على العمل في المناجم.